# Yulin (Guangxi)
Yulin is een stad in de gelijknamige prefectuur in de zuidelijke autonome regio Guangxi, Volksrepubliek China. 
Bij de volkstelling van 2020 had de stad 877.561 inwoners, de gehele prefectuur had 5.796.766 inwoners. De bevolking hier spreekt een Kantonees dialect.
Andere grote steden in de prefectuur zijn Beiliu en Bobai.

## Economie
Staalproducent Liuzhou Steel heeft een grote roestvaststaalfabriek in Yulin.

## Hondenvleesfestival
Yulin staat bekend om zijn jaarlijkse Lychee en Hondenvleesfestival dat plaatsvindt tijdens de zonnewende van 21 juni. Gedurende tien dagen consumeren de festivalgangers naar schatting zo'n 15000 honden en katten. Hiertegen komt steeds meer internationaal verzet van dierenrechtenactivisten. Dierenrechtenactivisten kopen de honden op of proberen ze uit de slachthuizen te bevrijden. Desondanks kunnen zij niet verhinderen dat er in de ruime regio elke zomer zo'n 10 miljoen honden worden verorberd. Volgens een 500 jaar oud volksgeloof zou een gebraden stukje hondenvlees met lychees helpen om de hitte van de zomer beter te verdragen.

## Partnersteden
- Zaragoza